# Hrísztosz Milórdosz
Hrísztosz Milórdosz (görögül: Χρίστος Μυλόρδος, más átírásban: Krisztosz Milordosz; Nicosia, 1991. április 30. –) egy ciprusi énekes, aki Ciprust képviselte a 2011-es Eurovíziós Dalfesztiválon Düsseldorfban.
Az előadó kiválasztására 2010. szeptember 10-én került sor a CyBTV nicosiai stúdiójában, ahol a Robbie Williams – Love supreme című dallal nyerte el a nézők szavazatát, pontosan 11 004 szavazatot, ezzel jóval maga mögött hagyva Lúisz Panajótu, aki ennek mindössze a felét sikerült összegyűjteni, 5924 pontot.
Dalát anyanyelvén – görögül – énekelte el, melynek címe Szan ángelosz sz’agápisza, magyarul: Angyalként szerettelek.